# 彼得·内德韦德
彼得·内德韦德（捷克語：Petr Nedvěd，1971年12月9日—），加拿大、捷克男子冰球运动员。他曾代表加拿大、捷克参加1994年和2014年冬季奥林匹克运动会冰球比赛，其中1994年冬季奥运会获得一枚银牌。